# Södermanlands runinskrifter 112
Sö 112 är en vikingatida runsten av gråsten (granit) i Kolunda, Stenkvista socken och Eskilstuna kommun i Södermanland. 
Den är 205 cm hög, 85 cm bred och 15 cm tjock. Runhöjden är 9-13 cm. Ristningen vetter mot väster. Intill denna sten finns även runsten Sö 113. Runstenarna har flyttats cirka 50 meter norrut till en plats vid den gamla vägbanan.

## Inskriften
Translitterering av runraden:
: u(i)[k]tirfʀ : auk : tiarfʀ : raisþu : stain : þans[i :] at : þurkil : faþur : sin þrutaʀ <[þi]akn> ·
Normalisering till runsvenska:
Vigdiarfʀ ok Diarfʀ ræisþu stæin þannsi at Þorkel, faður sinn, þrottaʀ þiagn.
Översättning till nusvenska:
Vigdärv och Djärv reste denna sten efter Torkel, sin fader, en kraftkarl.
Det sista ordet þiakn är ristat med lönnrunor, "huvudstavar" med ättstreck och nummerstreck. . Uttrycket þrutaʀ þiakn, som Brate översatte med "en kraftkarl", finns även i Sö 90, Sö 151, Sö 158, Sö 170, Sö 367 och Sö Fv1948;295 men innebörden i ordet är inte helt klar, se vidare Tegn.